# Бренден Фрейзер
Бранден Фрейзер (англ. Branden Frazier, 23 липня 1992, Бруклін, Нью-Йорк, США) — американський професійний баскетболіст клубу «Фортітудо Болонья» (Fortitudo Bologna).

## Професійна кар'єра
Почав грати у баскетбол у коледжі за команду «Фордхем Рамс» (Fordham Rams), тренером якої був його дядько Наджі Алім-Фрейзер.
У вересні 2014 року Фрейзер підписав контракт з нідерландським баскетбольним клубом Den Helder Kings, поки той не збанкрутів. Був виключений з Баскетбольної ліги Нідерландів (DBL) у грудні того ж року.
У січні 2015 року Фрейзер підписав контракт з угорською професійною командою вищої ліги Kaposvári KK. Фрейзер, провівши лише половину сезону, зробив 2-ю команду Євробаскету загальноугорською та імпортною командою протягом свого першого сезону.
Фрейзер грав з Хіміком в Україні в першому сезоні SL Favorit Sport 2015—16 рр. З «Хіміком» він виграв чемпіонат «Фаворит Спорт» і був визнаний 1-ю командою Всеукраїнської та MVP фіналу. Фрейзер був ведучим у змаганнях Хіміка в Кубку ФІБА Європи 2015—2016 рр. і отримав нагороди Eurobasket.com All-ФІБА, гравець року Єврокубку, «Охоронець року», «Імпорт року».
У червні 2016 року Фрейзер підписав контракт з «Автодором Саратова» Єдиної ліги ВТБ. У сезоні 2016—17 він набирав у середньому 10,1 очка, робив 5 передач, 3 підбирання та 1 перехоплення в 24 іграх ВТБ і 11,5 очка, 6,5 передач і 3,3 підбирання в 16 матчах Ліги чемпіонів. У другому сезоні в команді Фрейзер набирав у середньому 12,2 очка, робив 3,5 передачі та 2,4 підбирання в 24 іграх ВТБ.
25 липня 2018 року Фрейзер уклав контракт з іспанським професійним клубом «Сан-Пабло Бургос» з Ліги ACB.
18 липня 2019 року підписав контракт з німецьким клубом Telekom Baskets Bonn з Баскетбольної Бундесліги (BBL). Фрейзер набирав у середньому 9,3 очка, робив 2,1 підбирання, 4,3 передачі та 1,1 перехоплення за гру.
25 вересня 2020 року Фрейзер підписав контракт з Локманом Хекімом Фетхіє Беледієспором з турецької BSL.
26 лютого 2021 року він підписав контракт з «Монако» французького LNB Pro A. Фрейзер набирав у середньому 8,3 очка та робив 2,6 передачі за гру. 10 серпня він підписав контракт зі Стелметом Зелена Гура з Польської баскетбольної ліги. Він залишив команду 27 грудня.
30 грудня 2021 року Фрейзер підписав контракт в італійській Лізі Кошик Серії А.